# Deheubarth
Deheubarth [dɛˈhəɨbarθ] war ein mittelalterliches Königreich oder Fürstentum im Südwesten von Wales.

Mittelalterliche Königreiche in Wales

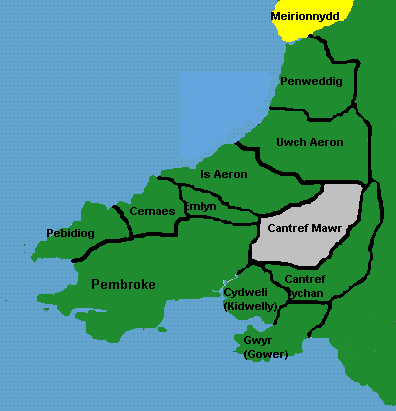
Cantrefi von Deheubarth (circa 1160)

## Geschichte
Deheubarth wurde im Jahr 950 von Hywel Dda („Hywel dem Guten“) aus den Territorien Seisyllwg und Dyfed gebildet, die in seinem Besitz waren. Seine Residenz und die seiner Nachfolger war Dinefwr Castle.
Deheubarth existierte bis zur normannischen Eroberung von Wales. Ständige Machtkämpfe führten jedoch dazu, dass es nur zeitweise unabhängig war. Es wurde 1018 von Llywelyn ap Seisyll von Gwynedd, 1023 von Rhydderch ap Iestyn von Morgannwg annektiert. Auch Llywelyn ap Sisylls Sohn Gruffydd ap Llywelyn annektierte Deheubarth und wurde Herrscher über fast ganz Wales. Nach seinem Tod jedoch kehrte die alte Dynastie an die Macht zurück.
Rhys ap Tewdwr regierte von 1078 bis 1093 und war in dieser Zeit in der Lage, mehrere Versuche zur Absetzung erfolgreich abzuwehren und dabei auch die Macht von Deheubarth beträchtlich zu steigern. Gegen die Normannen war er jedoch am Ende machtlos: er wurde 1093 unter ungeklärten Umständen getötet, und sein Sohn Gruffydd ap Rhys musste sich mit einem stark geschmälerten Erbe abfinden, während der große Rest in normannische Lordships umgestaltet wurde.
Bei dem allgemeinen walisischen Aufstand gegen die Normannen 1136 bildete Gruffydd eine Allianz mit dem Königreich Gwynedd. Gemeinsam mit Owain Gwynedd und Cadwaladr ap Gruffydd von Gwynedd besiegte er die Normannen in der Schlacht von Crug Mawr bei Cardigan in Ceredigion. Dadurch wurde Ceredigion von der normannischen Herrschaft befreit, wurde aber nun als Bestandteil von Deheubarth von Gwynedd beherrscht. Gryffydd kam im folgenden Jahr unter ungeklärten Umständen zu Tode.
Die Herrschaft in Deheubarth fiel nun an Gryffydds Söhne, von denen vier, Anarawd, Cadell, Maredudd und Rhys ap Gruffydd im Wechsel und ohne Auseinandersetzungen regierten. Ihre Zusammenarbeit ließ das Fürstentum ihres Großvaters wiedererstehen und holte auch Ceredigion von Gwynedd zurück. Der jüngste der Brüder Rhys ap Gruffydd (The Lord Rhys) regierte von 1155 bis 1197 und machte nach dem Tod Owain Gwynedds Deheubarth zur stärksten Macht in Wales.
Nach seinem Tod 1197 wurde Deheubarth zwischen seinen Söhnen geteilt und konnte nicht mehr mit Gwynedd rivalisieren. Die Fürsten von Deheubarth des frühen 13. Jahrhunderts waren von Llywelyn dem Großen von Gwynedd abhängig.